# Eudoksja Jusupowa
Eudoksja Borysowna Biron z domu Jusupowa (ros. Евдокия Борисовна Бирон, Jewdokija Borisowna Biron; ur. 5 maja 1743 w Moskwie, zm. 21 lipca 1780 w Petersburgu) – księżniczka rosyjska, druga żona księcia Kurlandii i Semigalii Piotra Birona. Dama Orderu Świętej Katarzyny Męczennicy.

## Życiorys

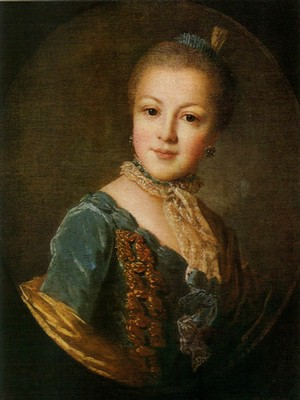
Portret Eudoksji Jusupowej autorstwa Fiodora Rokotowa

Eudoksja Borysowna Jusupowa urodziła się w 5 maja 1743 r. w Moskwie. Była córką Borysa Grigoriewicza Jusupowa, potomka tatarskiego chana imieniem Jusuf i Iriny Michajłowny Zinowiewny (1718–1788). Miała trzy siostry (Elżbietę, Aleksandrę, Annę) i brata Nikołaja Borysowicza Jusupowa (1750–1831).
W 1774 r. poślubiła księcia Kurlandii Piotra Birona (1724–1800), syna Ernsta Jana Birona i Benigny Gottlieby z domu Trotta von Treiden. Małżeństwo zostało zaaranżowane przez cesarzową Katarzynę II w celu wzmocnienia więzi między Rosją a Kurlandią. Została drugą żoną Piotra, który rozwiódł się z Karoliną Louise księżniczką Waldecku i Pyrmontu.
Księżna Eudoksja Biron zamieszkała z mężem w pałacu wybudowanym przez ojca Piotra w Mitawie, gdzie znalazła wielu zwolenników wśród szlachty Kurlandii. Relacje między małżonkami nie były udane. Księżna, nie mogąc znieść okrutnego traktowania, opuściła męża. W 1776 r. została zaproszona na ślub wielkiego księcia Pawła Romanowa, wykorzystała okazję i już nigdy nie wróciła do Mitawy. 27 kwietnia 1778 r. para rozwiodła się, po czym Piotr zawarł trzecie małżeństwo. Po rozwodzie Eudoksja Borysowna zamieszkała w Petersburgu, we własnym domu przy ul. Milionowej 22, gdzie gościła prominentne kręgi arystokratyczne stolicy. Zmarła dwa lata później, 21 lipca 1780 r. O tym fakcie donosił w swoim dzienniku francuski dyplomata Marie de Corberon :

Jutro pojedziemy odwiedzić Izmaiłową, siostrę księżnej Kurlandii, która zmarła w środę o 22.00. Urodziła się jako Jusupowa, młoda, przyjazna; myślę, że umarła z żalu. Książę rok temu rozwiódł się z nią, a ta kobieta, dobrze postawiona na dworze, posiadająca order św. Katarzyny, 50 tys. rocznej renty, którą cesarzowa zmusiła do przyznania jej księciu, nie była szczęśliwa, cierpiąc na wygórowane, niezaspokojone ambicje. Została otwarta, aby znaleźć przyczynę śmierci.

Eudoksja została uhonorowana Orderem Świętej Katarzyny Męczennicy. Została pochowana w cerkwi Zwiastowania, która wchodzi w skład zespołu klasztornego Ławry Aleksandra Newskiego w Petersburgu.